# حسن آباد بيبابا (مقاطعة دلفان)
حسن‌آباد بيبابا (بالفارسية: حسن‌آباد بی‌بابا) هي قرية تقع في قسم ميربغ الشمالي الريفي (مقاطعة دلفان) في إيران. يقدر عدد سكانها بـ 511 نسمة .